# Râul Trapezoaia
Râul Trapezoaia este un curs de apă, afluent al Pârâului Alb. 

## Hărți
- Harta Parcului Vânători-Neamț